# Élections constituantes de 1946 en Nouvelle-Calédonie
Les élections constituantes françaises de 1946 se tiennent le 2 juin. Ce sont les deuxièmes élections constituantes, après le rejet du projet de Constitution française du 19 avril 1946 lors du référendum du 5 mai.

## Mode de scrutin
L'assemblée constituante est composée de 586 sièges pourvus pour la plupart au scrutin proportionnel plurinominal suivant la règle de la plus forte moyenne dans chaque département, sans panachage ni vote préférentiel.
Dans l'ancienne colonie et nouveau Territoire d'outre-mer de Nouvelle-Calédonie, un député est à élire, selon le système uninominal majoritaire à deux tours.

## Élus
| Député sortant  | Parti | Parti | Député élu ou réélu | Parti | Parti |
| --------------- | ----- | ----- | ------------------- | ----- | ----- |
| Roger Gervolino |       | UDSR  | Roger Gervolino     |       | UDSR  |

## Résultats
|          | RGR-UDSR  | Roger Gervolino *    | 3 232  | 62,09  |  |  |
|          | Gaulliste | Pierre Mariotti      | 1 790  | 34,39  |  |  |
|          |           | Henri-Louis Brossier | 139    | 2,67   |  |  |
|          |           | Jean Mathiot         | 44     | 0,85   |  |  |
|          |           |                      |        |        |  |  |
| Inscrits | Inscrits  | Inscrits             | 10 270 | 100,00 |  |  |
| Votants  | Votants   | Votants              | 5 389  | 52,47  |  |  |
| Exprimés | Exprimés  | Exprimés             | 5 205  | 96,59  |  |  |